# Ryan Holiday
Ryan Holiday (* 16. června 1987 Sacramento) je americký spisovatel, moderní stoik, marketingový stratég, majitel knihkupectví Painted Porch a moderátor podcastu The Daily Stoic. Než se stal spisovatelem, působil jako ředitel marketingu a nakonec poradce společnosti American Apparel. Holiday debutoval jako spisovatel v roce 2012, kdy vydal knihu Trust Me, I'm Lying.
Je jedním z myslitelů a spisovatelů zabývajících se starověkou filozofií a jejím uplatněním v každodenním životě. Je vyhledávaným přednášejícím, poradcem a autorem mnoha bestsellerů.
Mezi Holidayova významná díla patří jeho knihy o stoické filozofii, například Překážka jako cesta, Ego je nepřítel, Klíčem je klid, Odvaha volá nebo Stoikův průvodce pro každý den.